# Gamal Abdel Nasser (L1010)
Gamal Abdel Nasser (L1010) je vrtulníková výsadková loď Egyptského námořnictva, která byla uvedena do služby v roce 2016. Je to čtvrtá a zároveň předposlední jednotka třídy Mistral.

## Zakoupení lodi Egyptem
Loď byla prvně stavěna ve francouzské loděnici Chantiers de l'Atlantique pro Námořnictvo Ruské federace (jméno lodi Vladivostok), ale obchod byl zrušen kvůli válce na východní Ukrajině a loď následně prodána do Egypta (jméno lodi Gamal Abdel Nasser).

## Výzbroj
Loď je vyzbrojena čtyřmi protiletadlovými raketovými systémy M1097 Avenger určené pro odpal třiceti dvou protiletadlových řízených střel FIM-92 Stinger.